# 593 (tal)
593 är det naturliga heltal som följer 592 och följs av 594.

## Matematiska egenskaper
- 593 är ett udda tal.
- 593 är ett primtal[1].
  - 593 är ett Sophie Germainprimtal.
- 593 är ett defekt tal.
- 593 är ett tal i Mian–Chowlas följd.

## Inom vetenskapen
- 593 Titania, en asteroid.